# 格奥尔基·马林科夫
格奥尔基·马克西米连诺维奇·馬林科夫（羅馬化：Georgiy Maksimilianovich Malenkov；1902年1月8日—1988年1月14日），蘇聯政治家，也是蘇聯共產黨的領導人。斯大林逝世後曾於1953年3月5日短暫成為中央書記處排名第一的書記（一共9天，3月14日马林科夫便辞去中央书记职务），於1953年3月5日到1955年2月8日擔任苏联部长会议主席（政府首脑）。

## 早期
生父亲是沙俄贵族家庭出身，但为了和马林科夫母亲结婚，叛出贵族家庭。在马林科夫3岁时，父亲去世。此后，马林科夫与父系亲属完全断绝了联系，由母亲和外祖父抚育长大的。马林科夫的母系属于东正教旧教徒的无神父派。
馬林科夫於1919年擔任紅軍政戰官，1920年加入苏俄共产党。之後成為斯大林的心腹。1935後馬林科夫曾經與貝利亞共同進行對蘇聯黨政軍的大清洗。大清洗之后斯大林授命马林科夫主持重建因大清洗空缺出来的干部群体，包括经济领域的干部，大型企业经理等，促进了一大批在经济和工业建设过程中表现突出的年轻干部脱颖而出，涌现了大批二三十岁的大企业经理，三十来岁的国家部长。
马林科夫一直都与贝利亚有着良好的私交，馬林科夫却在最后抛弃了貝利亞。
1946年3月18日，馬林科夫成為蘇共中央政治局委員。3月担任图-4轰炸机研制委员会主任。1946年4月，由于涉及战时向前线提供質素差劣的飞机的航空案，斯大林紧急把贝利亚调过去收拾航空工业的局面。1946年5月4日召开的政治局会议上被解除了联共中央书记、联共中央秘书长的职务，由帕托利切夫接任。1946年6月初，出席了加里寧的葬礼。马林科夫被下放到中亚地区，甚至有半年多的时间里行踪都没有被详细记录。1946年至1948年马林科夫的经历在官方通常忽略不提。同时，莫洛托夫和米高扬也有类似境遇。
1948年5月日丹諾夫死後，马林科夫于1949年复出成為史達林決策的核心人物。1951年苏共中央通过决议，任命马林科夫，贝利亚、布尔加宁组成三人团，在斯大林因为健康问题不能负责工作情况下，三人轮流主持中央会议，遇到问题三人一致同意即可使用签字印章，以斯大林的名义签发文件下发执行。

## 主政時期
1953年斯大林死後，馬林科夫成為蘇聯總理，一度成為蘇聯最高領導人；但有意形成集體領導的馬林科夫将党的领导职务讓給赫魯曉夫。
赫魯曉夫有意鏟除貝利亞，拉攏馬林科夫及多位其他重要黨政軍人物合作，設計逮捕貝氏。1953年12月，貝利亞被判死刑，隨後被槍決。

## 下台
馬林科夫擔任總理的兩年內，曾經對外表示「核武會導致世界毀滅」，反對繼續製造核武器並探索與美國的和解之道；但是這樣的行為都引發黨內強硬派的反彈。1955年2月馬林科夫被迫辭去部長會議主席一職，但是仍然留在政治局中，任部長會議副主席及電力部長。1957年，馬林科夫跟赫魯曉夫權力鬥爭失敗被打成反黨集團，被解除一切职务。
1961年馬林科夫被蘇聯共產黨開除黨籍，并被流放到苏联的偏远省份。之後曾經在哈萨克斯坦乌思季卡缅诺戈尔斯克負責興建水力發電廠，担任厂长职务。1968年，马林科夫返回莫斯科。1988年1月14日在莫斯科去世。他是在戈爾巴喬夫執政期間去世的最高領導人之一。

## 书籍
《我的父亲马林科夫》 新华出版社 1997-12
作者安德烈·马林科夫（Андрей Г.Маленков）是格奥尔基·马克西米连诺维奇·馬林科夫（Гео́ргий Максимилиа́нович Маленко́в)之子。